# ويليام يوشيكاوا
ويليام يوشيكاوا (22 يوليو 1990 في كوانا في اليابان – )؛ هو لاعب كرة قدم كان يلعب كمهاجم.

## وصلات خارجية
- ويليام يوشيكاوا على موقع Soccerway.com (الإنجليزية)